# Generación 12
Generación 12 é uma banda de rock/pop cristã da Igreja MCI (Missão Carismática Internacional) de Bogotá, Colômbia que possui músicas em espanhol e traduzidas para português, inglês. A banda possui o álbum "Nueva nación", "El mundo cambiará", "Somos Uno", "Despierta mi Corazón" e acaba de fazer a gravação de seu mais no CD/DVD "Tu nos salvaras", gravado ao vivo na Convenção Internacional G12.
Generacion 12 não é apenas uma Banda e o Ministério de louvor da Igreja MCI, assim ministrando em quase todas as reuniões da Igreja, exceto quando estão em Turnê pelos países ministrando nas Convenções G12 que acontece em diversos países do mundo.

## Integrantes
Vocal
- Lorena Castellanos
- Fernando Ramos
- Freddy Gomez

Bateria
- José Luis Uriza
- Paola Sanchez Leal
- Boris Alvarado

Guitarra
- Julian Gamba
- Andrés Castro
- Leonardo Cabrera

Baixo
- Mardonio Córdoba
- Iván Contreras
- Oscar Guzman
- Royber Arciniegas

Teclado - Piano
- Anthony Catacoli